# Збірна Північної Ірландії з футболу
Збірна Північної Ірландії з футболу — національна футбольна команда Північної Ірландії. До 1921 року ІФА представляла всю Ірландію; в 1921–1950 претендувала на представництво всієї Ірландії паралельно зі новоствореною Футбольною асоціацією Ірландії, яка нині керує збірною Ірландії; багато гравців грали за обидві збірні. З 1950 року після втручання ФІФА за збірну стали грати футболісти лише з Північної Ірландії. До 1953 року виступала під назвою «Збірна Ірландії»; потім ФІФА ухвалила рішення, що жодна з двох ірландських збірних не може носити таку назву; нинішня збірна Ірландії з футболу офіційно називається «збірна Республіки Ірландія».
Станом на 28 листопада 2024 посідає 71-e місце у рейтингу футбольних збірних світу.

## Чемпіонат світу
- 1930–1938 — не брала участі
- 1950–1954 — не пройшла кваліфікацію
- 1958 — чвертьфінал
- 1962–1978 — не пройшла кваліфікацію
- 1982 — другий груповий етап
- 1986 — груповий етап
- 1990–2014 — не пройшла кваліфікацію
- 2018 — не пройшла кваліфікацію
- 2022 — не пройшла кваліфікацію

## Чемпіонат Європи
- 1960 — не брала участі
- 1964–2012 — не пройшла кваліфікацію
- 2016 — 1/8 фіналу
- 2020–2024 не пройшла кваліфікацію

### Євро 2008
Північна Ірландія виступала в Відбіркових Іграх Чемпіонату Європи з футболу 2008 за вихід у фінальну частину турніру. Грала збірна у групі F, разом зі збірними Швеції, Іспанії, Данії, Латвії, Ісландії та Ліхтенштейну. Федерація Футболу Ірландії пообіцяла виплатити 1 мільйон англійських фунтів своїй національній команді і всьому тренерському штату, якщо вони зможуть вийти у фінальну частину Євро 2008, але команді не судилося отримати ці гроші. Збірна посіла лише 3 місце, попри дуже хорошу гру команди. Занадто дорого обійшлися гравцям незаплановані поразки від збірних Ісландії та Латвії в кінцівці відбіркового циклу. Проте, Девід Гілі, який забив 13 м'ячів, став найкращим бомбардиром відбірковій стадії чемпіонату.

## Поточний склад
Нижче наведені гравці збірної, що викликалися до її лав на матчі кваліфікації до Чемпіонату світу з футболу 2022 проти збірних  Литви 12 листопада та  Італії 15 листопада 2021 року.

Кількість ігор і голів за збірну наведені станом на 15 листопада 2021 року.
| № | Поз. | Гравець             | Дата народження (вік)      | Ігри | Голи | Клуб               |
| - | ---- | ------------------- | -------------------------- | ---- | ---- | ------------------ |
|   | ВР   | Бейлі Пікок-Фаррелл | 29 жовтня 1996 (28 років)  | 29   | 0    | «Шеффілд Венсдей»  |
|   | ВР   | Конор Хазард        | 5 березня 1998 (27 років)  | 3    | 0    | ГІК                |
|   | ВР   | Люк Саутвуд         | 6 грудня 1997 (27 років)   | 0    | 0    | «Редінг»           |
|   |      |                     |                            |      |      |                    |
|   | ЗХ   | Джонні Еванс        | 3 січня 1988 (37 років)    | 93   | 4    | «Лестер Сіті»      |
|   | ЗХ   | Крейг Кеткарт       | 6 лютого 1989 (36 років)   | 67   | 2    | «Вотфорд»          |
|   | ЗХ   | Шейн Фергюсон       | 12 липня 1991 (33 роки)    | 53   | 2    | «Ротергем Юнайтед» |
|   | ЗХ   | Джамал Луїс         | 25 січня 1998 (27 років)   | 26   | 0    | «Ньюкасл Юнайтед»  |
|   | ЗХ   | Деніел Баллард      | 22 вересня 1999 (25 років) | 12   | 1    | «Міллволл»         |
|   | ЗХ   | Том Фленаган        | 21 жовтня 1991 (33 роки)   | 12   | 0    | «Сандерленд»       |
|   | ЗХ   | Кіарон Браун        | 14 січня 1998 (27 років)   | 7    | 0    | «Кардіфф Сіті»     |
|   | ЗХ   | Конор Бредлі        | 9 липня 2003 (21 рік)      | 5    | 0    | «Ліверпуль»        |
|   |      |                     |                            |      |      |                    |
|   | ПЗ   | Стівен Девіс ()     | 1 січня 1985 (40 років)    | 132  | 12   | «Рейнджерс»        |
|   | ПЗ   | Наялл Макгінн       | 20 липня 1987 (37 років)   | 68   | 6    | «Абердин»          |
|   | ПЗ   | Корі Еванс          | 17 липня 1990 (34 роки)    | 68   | 2    | «Сандерленд»       |
|   | ПЗ   | Стюарт Даллас       | 19 квітня 1991 (33 роки)   | 60   | 3    | «Лідс Юнайтед»     |
|   | ПЗ   | Патрік Макнейр      | 27 квітня 1995 (29 років)  | 52   | 5    | «Мідлсбро»         |
|   | ПЗ   | Джордж Севілл       | 1 червня 1993 (31 рік)     | 35   | 0    | «Міллволл»         |
|   | ПЗ   | Джордан Томпсон     | 3 січня 1997 (28 років)    | 20   | 0    | «Сток Сіті»        |
|   | ПЗ   | Джордан Джонс       | 24 жовтня 1994 (30 років)  | 18   | 1    | «Віган Атлетік»    |
|   | ПЗ   | Алістер Макканн     | 4 грудня 1999 (25 років)   | 10   | 1    | «Престон Норт-Енд» |
|   | ПЗ   | Ітан Галбрейт       | 11 травня 2001 (23 роки)   | 2    | 0    | «Донкастер Роверз» |
|   |      |                     |                            |      |      |                    |
|   | НП   | Джош Магенніс       | 15 травня 1990 (34 роки)   | 65   | 8    | «Галл Сіті»        |
|   | НП   | Конор Вашингтон     | 18 травня 1992 (32 роки)   | 35   | 6    | «Чарльтон»         |
|   | НП   | Гевін Вайт          | 31 січня 1996 (29 років)   | 21   | 3    | «Оксфорд Юнайтед»  |
|   | НП   | Дейл Тейлор         | 12 грудня 2003 (21 рік)    | 1    | 0    | «Ноттінгем Форест» |

Тренерський штаб
- Головний тренер: Іан Бараклаф
- Помічник тренера: Джиммі Ніколл
- Тренер воротарів: Рой Керролл

## Рекордсмени
Найбільше матчів провели:
119 - Пет Дженнінгс
177 - Стівен Девіс
112 - Аарон Г'юз
95 - Девід Гілі
91 - Мел Донагі
88 - Семмі Макілрой
88 - Майк Тейлор
88 - Кіт Гіллеспі
84 - Джонні Еванс
80 - Гарет Маколі
Кращі бомбардири:
36 - Девід Гілі
20 - Кайл Лафферті
13 - Біллі Гіллеспі
13 - Колін Кларк

## Відомі гравці
- Джордж Бест
- Девід Гілі
- Пет Дженнінгс
- Рой Керролл
- Джекі Кері
- Алан Макдональд
- Мел Донагі
- Семмі Нельсон
- Джиммі Ніколл
- Джон О'Ніл
- Біллі Бінгем
- Мартін О'Ніл
- Вілл Грігг

## Друга збірна
Крім головної команди існує також друга збірна (Північна Ірландія-Б), резерв основної команди. В офіційних змаганнях друга збірна участі не бере і проводить тільки товариські матчі, як правило, також з другими командами збірних інших країн.